# Chiesa dello Spirito Santo (Pistoia)

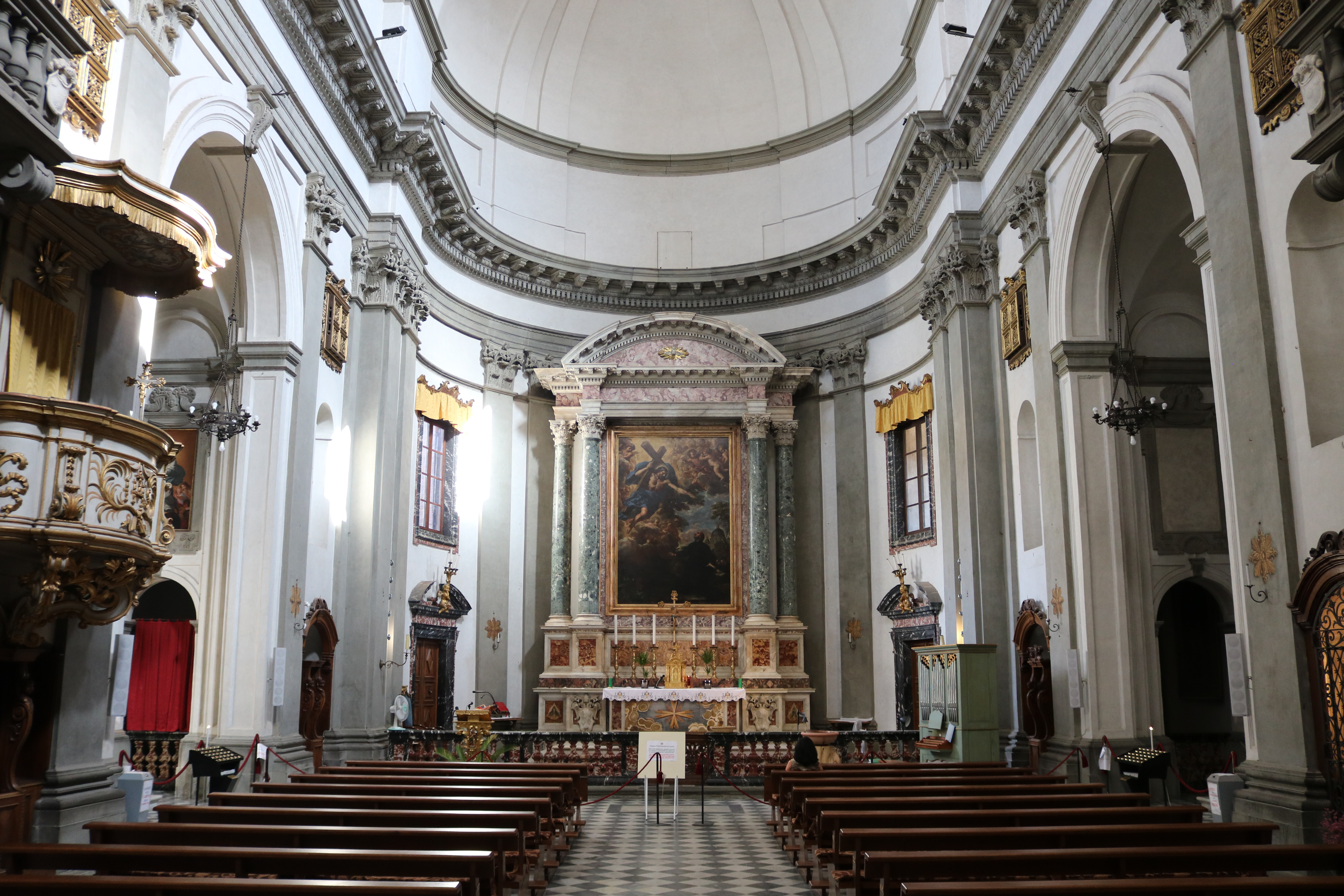
Interno

La chiesa dello Spito Santo, o di Sant'Ignazio, è una chiesa pistoiese del XVII secolo.
Pur essendo stata dedicata al santo fondatore dei Gesuiti Ignazio di Loyola, ha preso il nome più comune dal fatto che vi risiedettero i preti della Congregazione dello Spirito Santo.

## Storia e descrizione
Fu edificata a partire dal 1647 per iniziativa della famiglia Rospigliosi, per accogliere i Gesuiti, su disegno dell'architetto gesuita Tommaso Ramignani. Per la decorazione interna un ruolo centrale fu svolto dal cardinale Giulio Rospigliosi, poi papa Clemente IX.
Nel 1668 Gian Lorenzo Bernini progettò l'altar maggiore. Del 1670 è la grande tela dell'altar maggiore con l'Apparizione di Cristo a sant'Ignazio di Pietro da Cortona.
Dopo la soppressione nel 1773 della Compagnia di Gesù subentrò la Congregazione dello Spirito Santo, a sua volta soppressa nel 1783. Dopo un lungo intervento di consolidamento e di recupero la chiesa è stata riaperta al culto nel 1988.
All'interno si trovano anche i pregevoli dipinti, tra cui l'Assunzione di Maria di Giuseppe Nasini, la Santa Lucia di Giovanni Battista Gigli e la Vergine Annunziata, commissionati dalla nobile famiglia dei conti Manni per la vicina chiesa di San Biagio altrimenti detta Santa Maria in Borgo Strada e da lì rimossi anni or sono.
Nella cappella della famiglia Banchieri, la prima entrando sulla sinistra, si trovano pregevoli tele eseguite da Ottaviano Dandini tra 1728 e 1733: all'altare è un Cristo deposto con santi gesuiti mentre le tele laterali raffigurano l'Estasi di San Francesco e San Francesco di Paola che attraversa lo stretto di Messina sul mantello.
In sacrestia si trova una tela di Lorenzo Lippi raffigurante il Sacrificio di Isacco, databile al 1660 circa.

## Organi a canne

### Organo Hermans
A metà della parete di sinistra della navata, dopo la cappella dei Banchieri (famiglia) in prossimità del pulpito, si trova, sopra una piccola cantoria marmorea, entro una cassa lignea dorata e finemente intagliata, un antico organo a canne costruito nel 1664 dall'organaro Willem Hermans. Lo strumento, a trasmissione meccanica, ha un'unica tastiera di 45 note con prima ottava scavezza ed una pedaliera scavezza di 9 ad essa costantemente unita.

### Organo Ghilardi
Clemente IX Rospigliosi commissionò, nella seconda metà del XVII secolo, la costruzione di un secondo organo di fronte al primo, ma questo non fu mai realizzato (vennero realizzate solamente la cantoria e la facciata). Il progetto, con varie aggiunte e modifiche, è stato ripreso in considerazione solo ai nostri giorni ed è stato affidato a Glauco Ghilardi, organaro lucchese, che lo ha completato nel 2008. Lo strumento, ispirato agli organi barocchi tedeschi, ha due tastiere di 48 note ciascuna ed una pedaliera di 26. È a trasmissione meccanica.

## Altre immagini

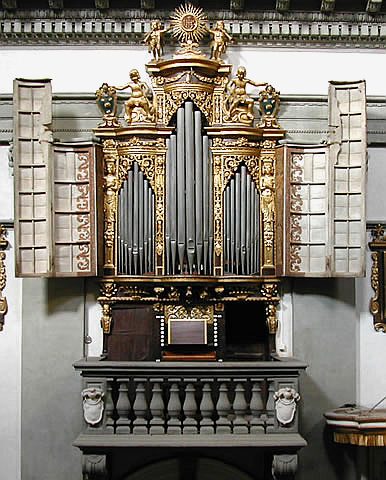
Organo Hermans.
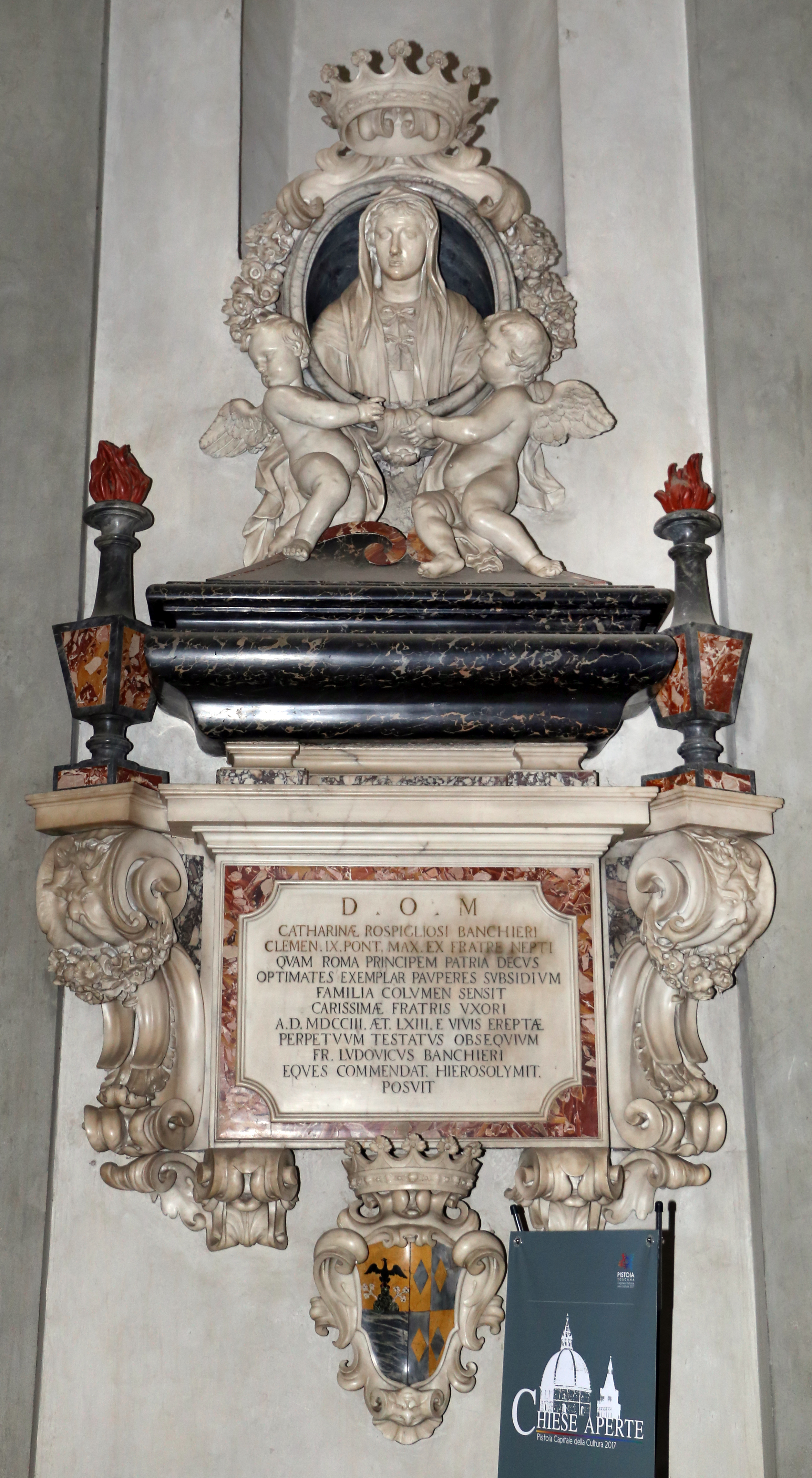
Monumento funebre a Caterina Rospigliosi Banchieri
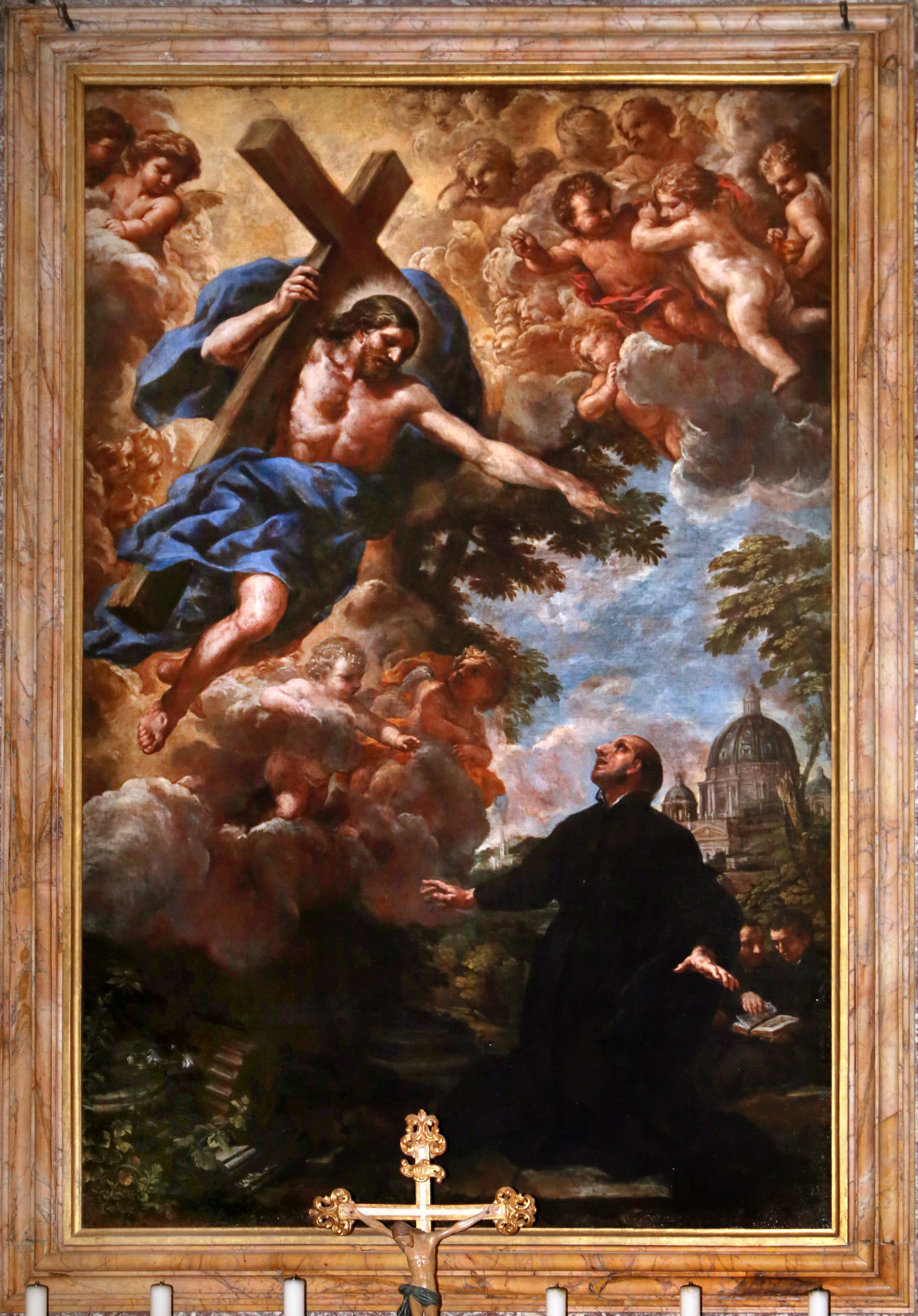
La pala di Pietro da Cortona
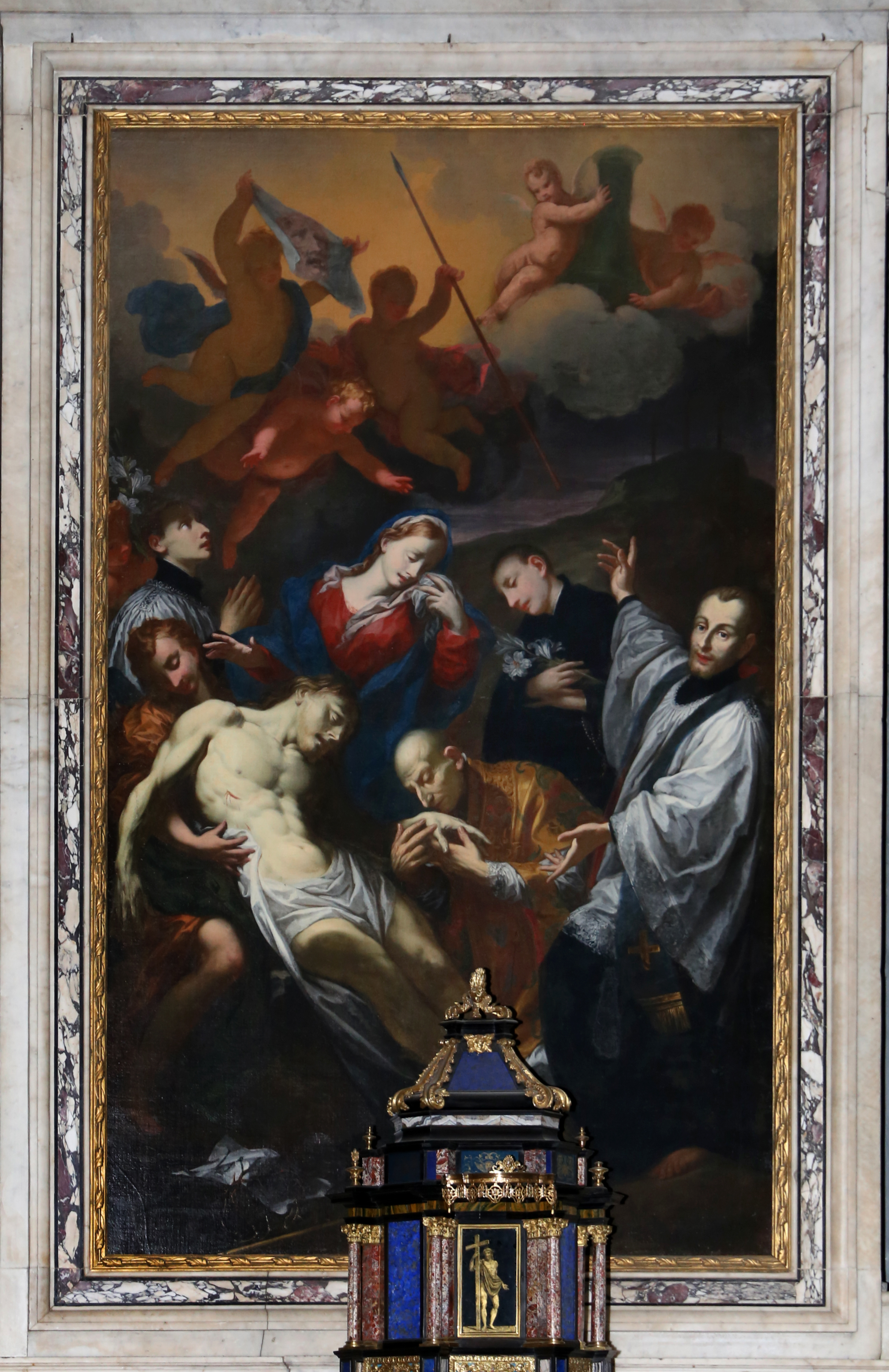
Cappella Banchieri con il Cristo deposto con Santi gesuiti di Ottaviano Dandini